# Sebastian Colloredo
Sebastian Colloredo (Gemona del Friuli, 9 september 1987) is een Italiaans schansspringer. Hij nam viermaal deel aan de Olympische Winterspelen.

## Carrière
Colloredo maakte zijn debuut in de wereldbeker in het seizoen 2005/2006. Bij zijn eerste wedstrijd in Harrachov werd hij meteen 10e. In 2006 nam Colloredo een eerste keer deel aan de Olympische winterspelen. Individueel eindigde Colloredo 27e op de normale schans en 36e op de grote schans. Samen met Andrea Morassi, Alessio Bolognani en Davide Bresadola eindigde Colloredo op de 11e plaats in de landenwedstrijd. Ook in 2010 kon Colloredo zich kwalificeren voor de Olympische winterspelen. In Vancouver eindigde hij 29e op de kleine en 27e op de grote schans.
Individueel behaalde Colloredo geen podiumplaatsen op een wereldbekerwedstrijd. Ook in 2014 en 2018 kon Colloredo zich kwalificeren voor de Olympische Winterspelen. 

## Belangrijkste resultaten

### Olympische Winterspelen
| Jaar | Plaats      | Resultaten                                                           |
| ---- | ----------- | -------------------------------------------------------------------- |
| 2006 | Turijn      | 27e normale schans 36e grote schans 11e landenwedstrijd grote schans |
| 2010 | Vancouver   | 29e normale schans 27e grote schans                                  |
| 2014 | Sotsji      | 28e normale schans 30e grote schans                                  |
| 2018 | Pyeongchang | 42e Normale schans 40e Grote schans 11e Landenwedstrijd              |

### Wereldkampioenschappen schansspringen
| Jaar | Plaats        | Resultaten                                                                                              |
| ---- | ------------- | --- |
| 2005 | Oberstdorf    | 49e normale schans 45e grote schans 15e landenwedstrijd normale schans 12e landenwedstrijd grote schans |
| 2007 | Sapporo       | 43e grote schans                                                                                        |
| 2009 | Liberec       | 35e normale schans 25e grote schans 11e landenwedstrijd grote schans                                    |
| 2011 | Oslo          | 12e normale schans 29e grote schans 11e landenwedstrijd normale schans                                  |
| 2013 | Val di Fiemme | 36e normale schans 32e grote schans 7e landenwedstrijd normale schans 8e landenwedstrijd grote schans   |
| 2015 | Falun         | 44e normale schans 42e grote schans 9e landenwedstrijd normale schans 12e landenwedstrijd grote schans  |
| 2017 | Lahti         | 37e normale schans 43e grote schans 7e landenwedstrijd grote schans                                     |
| 2019 | Seefeld       | 22e HS109 47e HS 130 8e Team HS109                                                                      |

### Wereldkampioenschappen skivliegen
| Jaar | Plaats                   | Resultaten                                   |
| ---- | ------------------------ | -------------------------------------------- |
| 2008 | Oberstdorf               | 36e individuele wedstrijd                    |
| 2010 | Planica                  | 24e individuele wedstrijd 8e landenwedstrijd |
| 2012 | Vikersund                | 32e individuele wedstrijd                    |
| 2014 | Harrachov                | 39e individuele wedstrijd                    |
| 2016 | Tauplitz/Bad Mitterndorf | 39e individuele wedstrijd                    |
| 2018 | Oberstdorf               | 28e individuele wedstrijd                    |

### Wereldbeker
Eindklasseringen
| Seizoen   | Algm | SV  | 4S  | NT  | RAW |
| --------- | ---- | --- | --- | --- | --- |
| 2005/2006 | 38e  |     | 15e | 32e |     |
| 2006/2007 | 49e  |     | 29e | 48e |     |
| 2007/2008 | 39e  |     | 48e | 33e |     |
| 2008/2009 | 41e  | 32e | 46e | 45e |     |
| 2009/2010 | 37e  | 37e | 27e | 23e |     |
| 2010/2011 | 46e  | 49e | 47e |     |     |
| 2011/2012 | 34e  | 36e | 25e |     |     |
| 2012/2013 | 37e  | 28e | 45e |     |     |
| 2013/2014 | -    | -   | 63e |     |     |
| 2015/2016 | 63e  | -   | 62e |     |     |
| 2016/2017 | 46e  | 43e | 53e |     | 44e |
| 2017/2018 | 73e  | -   | 36e |     | 49e |
| 2018/2019 | -    | -   | -   |     | 56e |

### Grand-Prix
Eindklasseringen
| Jaar | Plaats |
| ---- | ------ |
| 2006 | 40e    |
| 2007 | 58e    |
| 2009 | 28e    |
| 2010 | 73e    |
| 2011 | 34e    |
| 2012 | 29e    |
| 2014 | 69e    |
| 2016 | 73e    |
| 2017 | 20e    |